# 中華人民共和国の航空
中華人民共和国の航空について記述する。

## 概要
1949年まで中国の民間航空路線は僅か短距離の12本でマイレージは11300kmだった。中華人民共和国建国直後の1949年11月2日に中央政府は中国民用航空局を設置したが、当時の国内外の状況を踏まえて民間航空運輸業を空軍の管轄下に置いた。1953年に最初の民用航空を含む交通インフラの整備に本格的に着手されたものの、1978年までの民用航空路線のマイレージは149000kmで、民間空港は78箇所にとどまった。1978年に改革開放政策が決定された後、中国経済の高成長に伴い、中国における民間航空の需要も急速に拡大しつつある。
中国民間航空運輸業は1990年代から現在にかけて急速に発展しつつある。1990年の時点では民間航空路線はわずか437本、民間航空路線マイレージは506762km、民間空港は94箇所、民間航空機は503機であったが、1996年から2006年の航空旅客は年平均17% (貨物は16.8%)増大して、20年後の2010年には民間航空路線は4.3倍の1880本に達し、民間航空路線マイレージは5.5倍の2765147kmに伸び、民間空港は1.9倍の175箇所、民間航空機は4.8倍の2405機までに増えた。
2009年に中国航空機産業における大手メーカーの中国航空工業集団公司は，2010年から2028年まで中国民間航空に必要である新規の民間航空機が3,796機に達すると予測した。また、同社は2028年の時点で中国が民間旅客機4233機、貨物用民間航空機583機の計4816機を保有する世界第2の民間航空市場となることをも推測した。中国の航空の発展を阻害する要因は人民解放軍空軍が空域の大部分の管制を担っている事で高度1000m未満の飛行を制限している。
また、中国で生産される品目が徐々に高付加価値の製品になるにつれて従来のコンテナ船での輸送から航空機による輸送への転換が進みつつある。中国国内の高速鉄道網の整備は空港の発着容量の緩和に繋がると期待されるものの、予想される航空需要の拡大が上回る見込みである。
この市場を巡って世界の各国の航空機メーカーが中国に進出する。エアバスは中国国内の航空会社向けのA320の最終組み立てを中国国内で実施する。
|                             | 1990年  | 1995年    | 2000年    | 2005年    | 2009年    | 2010年    |
| --------------------------- | ------- | --------- | --------- | --------- | --------- | --------- |
| 民間航空路線（本）          | 437     | 797       | 1,165     | 1,257     | 1,592     | 1,880     |
| 国際線（本）                | 44      | 85        | 133       | 233       | 263       | 302       |
| 国内線（本）                | 385     | 694       | 1,032     | 1,024     | 1,329     | 1,578     |
| 香港・マカオ路線（本）      | 8       | 18        | 42        | 43        | 72        | 85        |
| 民間航空路線 マイレージ(km) | 506,762 | 1,128,961 | 1,502,887 | 1,998,501 | 2,345,085 | 2,765,147 |
| 国際線(km)                  | 166,350 | 348,175   | 508,405   | 855,932   | 919,899   | 1,070,167 |
| 国内線(km)                  | 329,493 | 750,794   | 994,482   | 1,142,569 | 1,425,186 | 1,694,980 |
| 香港・マカオ路線(km)        | 10,919  | 29,992    | 55,759    | 61,056    | 107,262   | 121,437   |
| 民間空港数（箇所）          | 94      | 139       | 139       | 135       | 165       | 175       |
| 民間航空機期末数（機）      | 503     | 852       | 982       | 1,386     | 2,181     | 2,405     |
| 輸送機（機）                | 204     | 416       | 527       | 863       | 1,417     | 1,597     |
| 大型・中型飛行機（機）      | ―       | 330       | 462       | 785       | 1,297     | 1,453     |
| ボーイング７４７（機）      | 11      | 16        | 19        | 22        | 37        | 40        |
| ボーイング７３７（機）      | 21      | 115       | 186       | 358       | 593       | 650       |
| ボーイング757（機）         | 9       | 44        | 48        | 64        | 51        | 48        |
| ボーイング767（機）         | 6       | 17        | 16        | 27        | 19        | 1         |
| MD90（機）                  | ―       | ―         | 22        | 22        | 22        | 11        |
| A320（機）                  | ―       | 1         | 60        | 115       | 219       | 281       |
| 小型飛行機（機）            | ―       | 86        | 65        | 78        | 120       | 144       |
| その他（機）                | 217     | 306       | 301       | 383       | 555       | 606       |
| 操縦練習用航空機（機）      | 82      | 130       | 154       | 140       | 209       | 202       |

出典：『中国統計年鑑2011』。